# 第2次フレデリクセン内閣
第2次フレデリクセン内閣（だい2じフレデリクセンないかく）は、メッテ・フレデリクセンを首相とするデンマークの内閣である。2022年デンマーク総選挙の後に記録的な42日間の交渉の末に第1次フレデリクセン内閣を引き継いで発足した。デンマーク社会民主党、ヴェンスタ、Moderatesの連立政権であり、同盟党、社会民主党、進歩党の支持を受けている一方で、ラディケーリは支持政党にも野党にもなるつもりはないとしている。内閣はフォルケティングで179議席のうち89議席を占め、多数派政権となっている。
ライバル関係にあるデンマーク社会民主党、ヴェンスタが連立を組むのは約40年ぶりとなる。